# セドヘプツロキナーゼ
セドヘプツロキナーゼ(Sedoheptulokinase、EC 2.7.1.14)は、以下の化学反応を触媒する酵素である。
ATP + セドヘプツロース {\displaystyle \rightleftharpoons } ADP + セドヘプツロース-7-リン酸
したがって、この酵素の基質はATP、セドヘプツロースの2つ、生成物はADP、セドヘプツロース-7-リン酸の2つである。
この酵素は転移酵素、特にアルコールを受容体とするホスホトランスフェラーゼに分類される。この酵素の系統名は、ATP:セドヘプツロース 7-ホスホトランスフェラーゼ(ATP:sedoheptulose 7-phosphotransferase)である。この酵素は、炭素固定
に関与している。